# 아티냐 캉통
아티냐 캉통(프랑스어: Canton de Attignat)은 프랑스의 캉통 중 하나로, 오베르뉴론알프 레지옹의 앵 주에 위치해 있다.
2015년 3월 프랑스 캉통 개편으로 인해 신설되었다. 관청 소재지는 아티냐이다.

## 코뮌
아티냐 캉통에는 다음과 같은 코뮌이 속해 있다.
| 코뮌             | 인구 (명) | INSEE 번호 |
| ---------------- | --------- | ---------- |
| 아티냐           | 3,386     | 01024      |
| 베레지아         | 477       | 01040      |
| 부엘라           | 1,754     | 01065      |
| 콩프랑송         | 1,326     | 01115      |
| 크라쉬르레이수즈 | 1,414     | 01130      |
| 퀴르타퐁         | 771       | 01140      |
| 에트레즈         | 820       | 01154      |
| 푸아시아         | 2,029     | 01163      |
| 제이야           | 1,124     | 01196      |
| 말라프레타즈     | 1,149     | 01229      |
| 마르소나         | 987       | 01236      |
| 몽세             | 663       | 01259      |
| 몽트라콜         | 1,013     | 01264      |
| 몽트르벨랑브레스 | 2,452     | 01266      |
| 포이야           | 2,489     | 01301      |
| 생디디에도시아   | 890       | 01346      |
| 생마르탱르샤텔   | 804       | 01375      |
| 생쉴피스         | 214       | 01387      |
| 방뎅             | 678       | 01429      |

## 같이 보기
- 앵 주의 캉통
- 프랑스의 캉통